# Niccolò Cannicci

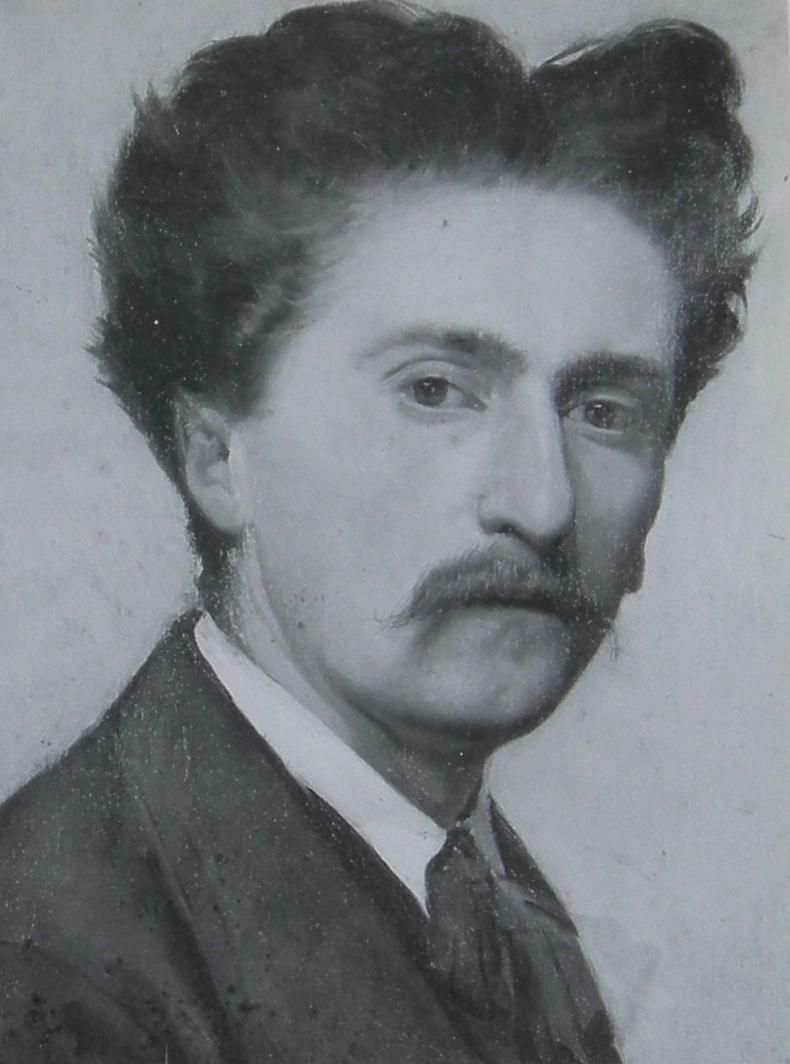
Selbstporträt (ca. 1870)

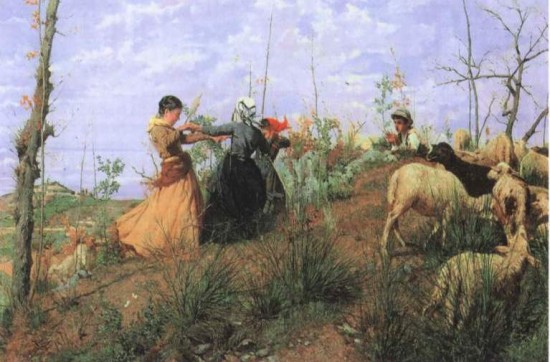
Girotondo (Der Reigen), vor 1906

Niccolò Cannicci  (* 29. Oktober 1846 in Florenz; † 19. Januar 1906 ebenda) war ein italienischer Maler des Realismus und Mitglied der zweiten Generation der Macchiaioli-Künstlergruppe.

## Leben
Als Sohn des Malers Gaetano Cannicci (1811–1878) geboren, studierte Niccolò Malerei an der Florentiner Akademie der schönen Künste bei Giuseppe Marubini und Enrico Pollastrini. Er besuchte auch die Schule der Aktmalerei von Antonio Ciseri.
1868 schloss er sich der Macchiaioli-Künstlergruppe an, wo er Giovanni Fattori und Telemaco Signorini traf.
1875 besuchte Canicci gemeinsam mit Giovanni Fattori, Francesco Gioli und Egisto Ferroni Paris, wo die Künstler die Impressionisten trafen. In Florenz war er seit 1876 im „Comitato Decentrista“ tätig, das unter Diego Martelli eine Erweiterung der Autonomie der lokalen Akademien unterstützte. Die Zusammenarbeit mit Martelli dauerte mehrere Jahre. Im gleichen Jahr zog der Künstler mit seiner Familie in die Umgebung von San Gimignano, wo er sich mit dem Studium der Natur beschäftigte.
Im Jahre 1890 verbrachte Cannicci einige Zeit in der psychiatrischen Klinik in Siena. 1899 nahm er an der 3. Internationalen Kunstausstellung in Venedig teil.
Niccolò Cannicci illustrierte auch Bücher, u. a. Werke von Renato Fucini, Ferdinando Giannetti, Orazio Grandi und Matilde Bartolommei Gioli.